# Moonmadness
Moonmadness es el cuarto álbum de estudio de la banda inglesa de rock progresivo Camel. Fue lanzado en marzo de 1976 en Decca y Gama Records y es su último álbum grabado por la formación original del grupo de Andrew Latimer, Peter Bardens, Doug Ferguson y Andy Ward. Después de alcanzar el éxito con su álbum anterior, el totalmente instrumental The Snow Goose, la banda comenzó a trabajar en su siguiente álbum e incorporó voces y letras a la nueva música. Moonmadness tiene un concepto suelto con una canción basada en la personalidad de cada miembro de la banda. En 2018, 42 años después de su lanzamiento, Camel interpretó el álbum en vivo en su totalidad.

## Creación
La popularidad de Camel creció en 1975 con su álbum instrumental aclamado por la crítica The Snow Goose, algo que consiguió al grupo como votado como la "esperanza brillante de Gran Bretaña" por los lectores de la publicación musical nacional Melody Maker. A fines de 1975, la banda pasó tres semanas escribiendo música nueva para su siguiente álbum y grabó Moonmadness en enero y febrero de 1976. En el momento del lanzamiento, Latimer dijo que estaba muy satisfecho con el álbum a pesar de la necesidad de apresurarse para terminarlo.
La última canción, "Lunar Sea", termina con un efecto de viento de un minuto. En algunas versiones en vinilo, el brazo de grabación saltaba durante el final de esta parte y, naturalmente, volvía al principio del efecto, reproduciéndolo sin cesar (el efecto de "ranura terminal").
En la edición especial de Q y Mojo de Pink Floyd & The Story of Prog Rock, el álbum llegó al puesto 23 en su lista de "40 álbumes de Cosmic Rock". 
El álbum fue votado como el no. 58 en el Top 100 de álbumes Prog de todos los tiempos por lectores de la revista Prog en 2014.  
Camel interpretó el álbum en su totalidad en una gira de 2018.

## Lista de temas
1. "Aristillus" (Latimer) – 1:56
2. "Song Within a Song" (Bardens, Latimer) – 7:14
3. "Chord Change" (Bardens, Latimer) – 6:44
4. "Spirit of the Water" (Bardens) – 2:07
5. "Another Night" (Bardens, Ferguson, Latimer, Ward) – 6:57
6. "Air Born" (Bardens, Latimer) – 5:01
7. "Lunar Sea" (Bardens, Latimer) – 9:10

Bonus Tracks en la edición de 2002
1. "Another Night" (Single)	 – 3:22
2. "Spirit of the Water" (Demo)	 – 2:13
3. "Song Within a Song" (Grabado en vivo en Hammersmith Odeon)	 – 7:11
4. "Lunar Sea" (Grabado en vivo en Hammersmith Odeon)	 – 9:51
5. "Preparation / Dunkirk" (Grabado en vivo en Hammersmith Odeon) - 9:32

Deluxe Edition' 18-track digitally remastered 2009

CD1:
1. Aristillus 
2. Song Within A Song
3. Chord Change 
4. Spirit Of The Water
5. Another Night
6. Air Born
7. Lunar Sea
8. Another Night - Single Version
9. Spirit Of The Water - Demo Version
10. Lunar Sea - Live At The Hammersmith Odeon

CD2 - Live At The Hammersmith Odeon:
1. Song Within A Song
2. Excerpt From The Snow Goose [First Three Tracks]
3. Air Born
4. Chord Change
5. The White Rider
6. Preparation/Dunkirk
7. Another Night
8. Lady Fantasy

## Intérpretes
- Andrew Latimer: Guitarras, Flauta
- Peter Bardens: Teclados, Órgano
- Doug Ferguson: Bajo
- Andy Ward: Batería, Percusión